# José Medrano
José Medrano (Novelda, 1940 - Alicante, 8 de marzo de 2014) fue un piloto de motociclismo español que destacó en competiciones nacionales durante la década de los 60 y comienzos los 70, llegando a ganar seis Campeonatos de España de velocidad.
Medrano fue el segundo valenciano (después de Paco González en 1956) en conseguir un podio en el Campeonato del Mundo de Motociclismo, concretamente en la categoría de 250 cc de la temporada de 1967 en el Gran Premio de España de Motociclismo de 1967 disputado en el Circuito de Montjuïc. En aquella carrera, subió al tercer escalón del podio con su Bultaco TSS monocilíndrica por detrás de Phil Read y Ralph Bryans, ambos con motos tetracilindricas.

## Biografía
José Medrano protagonizó una carrera dentro del mundo del motociclismo que duró 18 años, hasta que se retiró en 1971. Durante toda aquella época estuvo ligado a Bultaco, donde fue piloto oficial de fábrica al lado de nombres como el de Ramon Torras, el neozelandès Ginger Molloy o el norirlandés Tommy Robb entre otros.
A lo largo de su carrera, en el que compitió con rivales célebres como Ángel Nieto, Santi Herrero, Ramon Torras, José Maria Busquets, Salvador Cañellas o el alicantino Ramiro Blanco, fue el único que pudo derrotar con su Bultaco al binomio Nieto-Derbi, en unos momentos en el que el zamorano ya había conseguido dos títulos mundiales con la marca catalana. Medrano y Nieto tenían una gran amistad, que venía de la época en la que el joven Ángel Nieto trabajaba de mecánico en Bultaco, antes de ir a parar a Derbi. Allí se conocieron en una de las visitas de Medrano a la fábrica. Unos años más tarde, acostumbraban a compartir coche y remolque para viajar juntos donde tenían de competir.
La relación de Medrano con Bultaco le obligaba a ir y volver al menos cada quince días de Alicante a San Adrián de Besós con moto (más de 1.200 kilómetros por las carreteras de la época), a fin de verificar su funcionamiento y mantenerse en forma. Al mismo tiempo, la firma catalana le exigía por contrato hacer un mínimo de 100 kilómetros diarios por carretera, por lo que era habitual ver ' el subir y bajar La Carrasqueta.
Pepe Medrano murió un sábado 8 de marzo de 2014 a las 6 de la tarde, a 73 años. El funeral se celebró el lunes 10 de marzo en el tanatorio La Siempreviva de Alicante.

## Resultados

### Campeonato del Mundo
Sistema de puntuación desde 1950 hasta 1968:
| Posición | 1.º | 2.º | 3.º | 4.º | 5.º | 6.º |
| Puntos   | 8   | 6   | 4   | 3   | 2   | 1   |

Sistema de puntuación desde 1969 hasta 1987:
| Posición | 1.º | 2.º | 3.º | 4.º | 5.º | 6.º | 7.º | 8.º | 9.º | 10.º |
| Puntos   | 15  | 12  | 10  | 8   | 6   | 5   | 4   | 3   | 2   | 1    |

(Carreras en cursiva indica vuelta rápida)
| Año  | Cat.  | Moto    | 1       | 2       | 3       | 4     | 5      | 6      | 7     | 8     | 9     | 10    | 11    | 12      | 13    | Pts. | Pos. |
| ---- | ----- | ------- | ------- | ------- | ------- | ----- | ------ | ------ | ----- | ----- | ----- | ----- | ----- | ------- | ----- | ---- | ---- |
| 1963 | 125cc | Bultaco | ESP 8   | GER -   | FRA -   | IDM - | NED 11 | BEL -  | ULS - | DDR - | FIN - | NAT - | ARG - | JPN -   |       | 0    | -    |
| 1965 | 250cc | Montesa | USA -   | GER -   | ESP Ret | FRA - | IDM -  | NED -  | BEL - | DDR - | CZE - | ULS - | FIN - | NAT -   | JPN - | 0    | -    |
| 1966 | 125cc | Bultaco | ESP 6   | GER -   |         | NED - |        | RDA -  | CZE - | FIN - | ULS - | IDM - | NAT - | JPN -   |       | 1    | 15.º |
| 1967 | 125cc | Bultaco | ESP 6   | GER -   | FRA -   | IDM - | NED -  |        | RDA - | CZE - | FIN - | ULS - | NAT - | CAN -   | JPN - | 1    | 28°  |
| 1967 | 250cc | Bultaco | ESP 3   | GER -   | FRA -   | IDM - | NED -  |        | RDA - | CZE - | FIN - | ULS - | NAT - | CAN -   | JPN - | 4    | 12.º |
| 1969 | 125cc | Bultaco | ESP Ret | GER -   | FRA -   | IOM - | NED -  | BEL -  | DDR - | CZE - | FIN - |       | NAT - | YUG -   |       | 0    | -    |
| 1970 | 125cc | Bultaco | GER Ret | FRA Ret | YUG Ret | IOM - | NED -  | BEL 13 | RDA - | CZE - | FIN - |       | NAT - | ESP 7   |       | 4    | 40.º |
| 1970 | 250cc | Bultaco | GER Ret | FRA Ret | YUG Ret | IOM - | NED -  | BEL -  | RDA - | CZE - | FIN - | ULS - | NAT - | ESP Ret |       | 0    | -    |
| 1971 | 125cc | Bultaco | AUT -   | GER -   | IOM -   | NED - | BEL 16 | RDA -  | CZE - | SWE - | FIN - |       | NAT - | ESP -   |       | 0    | -    |